# Хавайски тюлен монах
Хавайският тюлен монах (Monachus schauinslandi) е вид бозайник от семейство Същински тюлени (Phocidae). Видът е критично застрашен от изчезване.

## Разпространение и местообитание
Разпространен е в САЩ.